# Szathmári Paksi Dániel (lelkész, 1769–1818)
Szathmári Paksi Dániel (Mezőcsát, 1769 február vége – Kisgyőr, 1818. augusztus 3.) református lelkész és tanár.

## Élete
Mezőcsáton (Borsod megye) született, ahol atyja, Szathmári Paksi Dániel (1734–1798) pap volt (nagyatyja Szathmári Paksi Mihály volt). Paksi Sárospatakon, más forrás szerint Debrecenben tanult, ahol 1784 tavaszán subscribált. 1790-ben Balmazújvárosba került rektornak. 
Innét külföldre menve, 1791-ben az utrechti, 1792-ben a göttingeni egyetemre iratkozott be. Hazatérte után még 1792 tavaszán lelkész lett Jászkiséren, majd 1793 tavaszán Tiszaigaron, 1794-től Balmazújvárosban lelkészkedett. Ugyanitt magánoktatással és gazdálkodással foglalkozott 1802 tavaszától 1810 őszéig.
A tiszamelléki református gyülekezetek szavazatával hittanárul választották, mely tisztébe 1810. szeptember 26-án Boronkay Zsigmond algondnok és Tóth István alsózempléni esperes vezette be. Beköszöntő beszédét magyarul tartotta és ugyanazon nyelven adta elő szaktudományait is. Derék, kegyes, vallásos, de szigorú jellemű tanár volt, aki egész odaadással élt hivatalának. A hittan mellett Miscellanea cím alatt többféle vallásra tartozó dolgokat tanított, így a Michaelis által kiadott héber jogtant. 
Azonban a nagy erőfeszítéssel járó szellemi munka csakhamar megtámadta szervezetét és annyira kimerítette idegzetét, hogy 1816-ban a közvizsgákon már Kálniczky Benedek contrascriba helyettesítette. Ekkor le is akart mondani, de az egyházkerület kérelmére elállott szándékától. 1817. január 20-án Kisgyőrben (Borsod megye) saját birtokán keresett üdülést. Júliusban küldöttség ment hozzá, mely őt előadásainak folytatására volt rábírandó.
Engedett a bizalomnak és az 1817-1818 iskolai évben újra fellépett, de az aratási szünnapok beálltával betegsége nagyobb mérvre fokozódott, visszavonult Kisgyőrbe, ahol 1818. augusztus 3-án meghalt. Halotti ünnepélyét szeptember 6-án Sárospatakon tartották, Láczai S. József és Somosi István beszéltek felette.
Két költeménye van a Magyar Hirmondóban (1792. III. 263. és 296. l.). Prédikációi kéziratban maradtak.

## Munkái
- Halotti beszéd, mellyet néhai Szemerei Szemere László utolsó tisztességének megadására készített és decz. 20. 1812. elmondott. Sárospatak, 1813
- Keresztyén hittudomány. Uo. 1815, két kötet
- Compendium juris Mosaici ad ductum Joannis Davidis Michaelis concinnatum, et usus publici factum. Uo., 1818